# Eugène Ébiche
Eugène Ébiche (né Eugeniusz Eibisch le 30 décembre 1896 à Lublin, en Pologne, et mort le 7 mars 1987 à Varsovie) est un peintre polonais.

## Biographie
Issu d'un milieu aisé, Eugène Ebiche étudie dès 1912 aux Beaux-Arts de Cracovie avec Jacek Malczewski et Wojciech Weiss. Il termine ses études en 1920 et commence à exposer  au Palais des Arts de Cracovie. Si ses premières toiles présentent certains traits stylistiques communs avec les Formistes, Ebiche n’a pourtant pas donné son adhésion au groupe. Coloriste avant tout, il se détache peu à peu du sujet au profit de formes floues. En 1922, appuyé par l’Académie des Beaux-Arts de Cracovie,  il part pour Paris et reçoit une bourse du gouvernement français. Il s'installe à Montparnasse et se lie avec le groupe d’artistes polonais. Ebiche est également l'ami des écrivains Francis Ponge et Roger Martin du Gard qui s’inspire de l'artiste pour composer un des personnages de son roman Les Thibault.

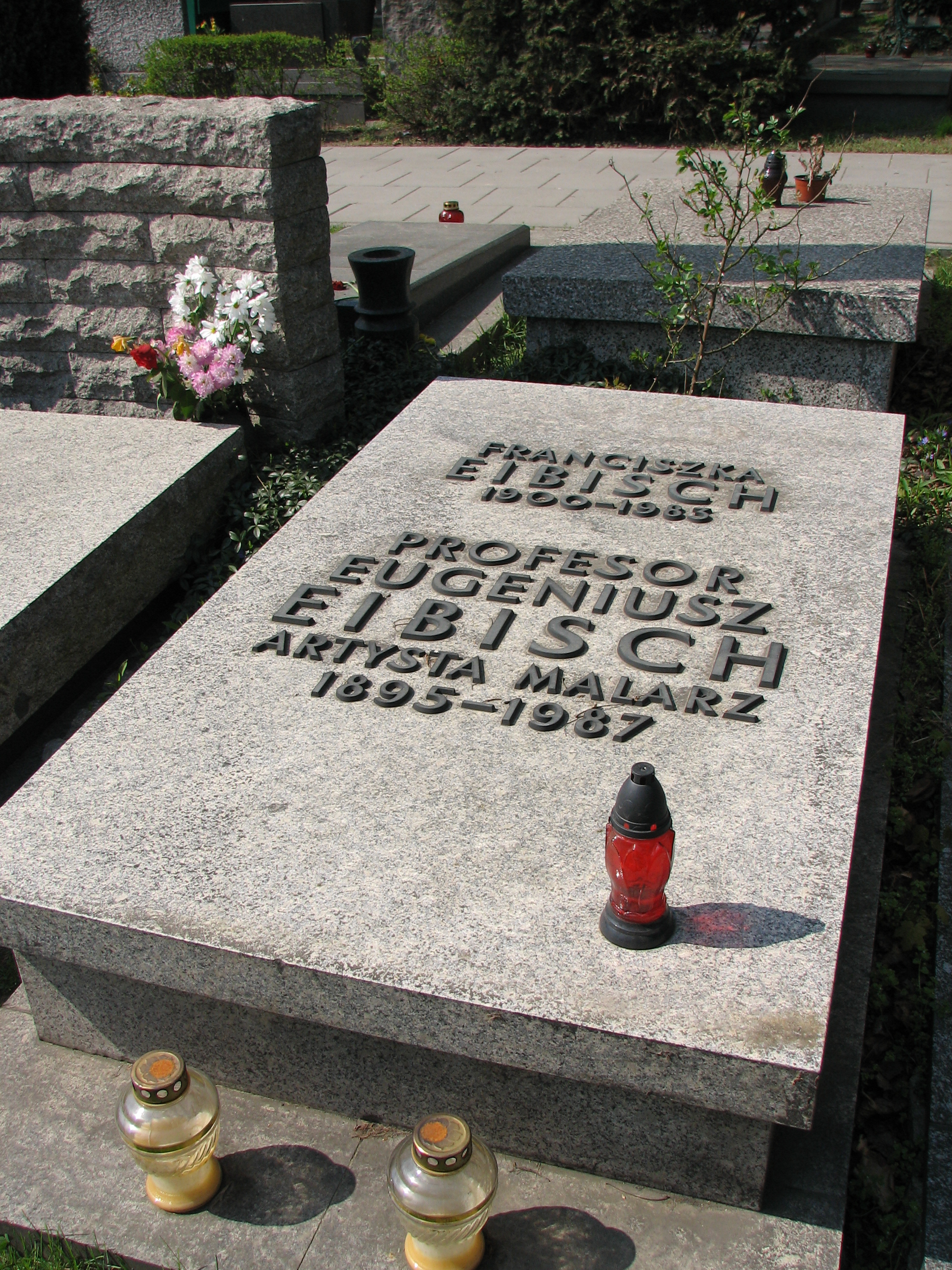
Tombe d'Eugène Ebiche